# 聖ジョルジュ女学園暗黒料理研究会 タベルナ
『聖ジョルジュ女学園暗黒料理研究会タベルナ』（せんとジョルジュじょがくえんあんこくりょうりけんきゅうかいタベルナ）は、空木あんぐによる日本の4コマ漫画作品。
竹書房運営のウェブコミック配信サイト『まんがライフWIN』で2010年5月更新分より2013年8月更新分まで連載された。
タイトルの「タベルナ」はイタリア語で「大衆食堂」、「食事処」を意味する。

## ストーリー
名門校・聖ジョルジュ女学園に入学したサクヤは料理の勉強のため、アイはご飯を食べる目的で、名門サークルと名高い料理研究会を訪れる。しかし、部長のスー先輩の方針により作る料理はいつもとんでも風味になってしまう。同じく一年生のレンゲを加えた個性豊かな4人の女の子が、同様に個性的な料理を創作する異食のお料理サークル4コマ。

## 登場人物
一年生、二年生はそれぞれ同じクラス。

### 料理研究会
通称『タベルナ』。もともとは名門サークルであったが、アイたちが入学する前年度に部長になったスー先輩による改革で個性的な料理を研究するサークルへと変貌してしまい、部員がスー先輩を残して全員退部してしまった。部員数4人。
愛河アイ
高等部一年生。高等部からの編入組。
非常に大食いな女子高生。食べる量は非常に多いのだが、スタイルはいい。
ご飯を食べることができるという動機で「タベルナ」への入部を決めた。
スー先輩同様漫画好きであり、テンションも高いこともあり、非常にスー先輩と波長が合っている。
成績は中の上。
食べることに関する執着やその食欲は凄まじいものがあり、プリンであれば15リットルまでいけると豪語している。また、プリンを一口で食べたり、スイカを種や皮ごと食べたり、本作の「食べる事自体」に関するネタは彼女によるものが多い。
花菱サクヤ
高等部一年生。高等部からの編入組。2月14日生まれ。
料理の名門サークルとしての「タベルナ」の噂を聞き、料理の勉強のために入部。
メンバー中、唯一の常識人。チャーハンにトッピングされているグリンピースと寿司のワサビが苦手。
成績は正に中の中。いつも全ての教科で学年平均点と同じ点数を取ることから、アイに「平凡JK（アベレージキーパー）」の称号を与えられた。
アイとは子供の頃からの幼馴染であり、現在はクラスメイト兼、寮のルームメイトでもある。
常に体型を気にしており、ダイエットや身体測定、水着などといった際の体系ネタを担当することが多い。
唯一の常識人であるため、本作のツッコミはほぼ彼女によるもの。
黒葉レンゲ
高等部一年生。中等部からの進学組。
無表情で物静かな雰囲気の背の低い女の子。
アイ・サクヤよりも数日早く入部しており、そのきっかけはスー先輩の罠。
成績は中の下。
パソコンに関するスキルが非常に高く、学園内の部活紹介サイトを作ったり、自主制作のゲームを作ったりする。古いものの、唯一パソコン（ネットブック）を持っている。そのためネットでの調べ物は彼女の担当。その事から「レンゲペディア」の名が付いている。
二次創作の詩や小説を書いていたり、フィギュアを作るなど、オタク系趣味を多く持っている。
登場時等、両手を挙げたポーズを頻繁に取っている。
寮は元々一人部屋だったが、スー先輩にスカウトされて現在は寮でスー先輩のルームメイトをしている。
スー先輩
唯一の二年生で「タベルナ」の部長。
美人かつスタイルもいい上に成績も非常にいい。そのため、型破りな行動をするものの学園内の人気が高い。
包丁さばきなどの技術力自体は非常に高く、普通に作れば名門サークルの主力の名に恥じないのだが、「あくなき情熱と創作意欲のみをレシピとする」を信条としているため、その料理はいつもとんでも風味になってしまう。
本名は不明であり、生徒達のみならず教師までも「スー先輩」と呼び、学園内のあらゆる書類にも「スー先輩」としか記載されていない。
部室内の大量の漫画や怪しい書物は彼女の私物であり、その言動やリアクションは漫画チックなことが多い。
自室では脱いで寝る派で、黒葉レンゲを抱き枕にしている。

### 調理部
スー先輩による料理研究会の改革後、改革する以前の方針を続けようと旧料理研究会員の妃ヒカルが設立した部。部員数は4人だが、そのうち2人は名義貸しのみの幽霊部員である。
妃ヒカル
調理部の部長で二年生。旧料理研究会員。
料理研究会入部前の食生活がずっとファストフードであり、味覚がアホになっており、調味料を多く入れる傾向がある。
スー先輩とは料理研究会改革以降距離を置いていたが、学祭以降何かと突っかかることが多く、彼女に対して素直になれないでいる。
嶋ショウコ
調理部の副部長で二年生。ヒカルとは寮のルームメイトで、同じく旧料理研究会員。
ヒカルの料理失敗を見越してチョコレートバーを調べておくなど、裏方的役割が多い。
胸はヒカルと比べてトップアンダー差で3cmは上回ってるとのこと。

## 単行本
- 空木あんぐ『聖ジョルジュ女学園暗黒料理研究会タベルナ』 竹書房〈バンブー・コミックスWINセレクション〉、全3巻
  1. 第1巻 2011年8月20日初版発行（2011年8月6日発売）、ISBN 978-4-8124-7646-8
    - 『まんがライフWIN』2010年5月-2011年5月初出。

  2. 第2巻 2012年7月20日初版発行（2012年7月6日発売）、ISBN 978-4-8124-7926-1
    - 『まんがライフWIN』2011年6月-2012年5月、『まんがライフMOMO』2011年9月号初出。

  3. 第3巻 2013年10月21日初版発行（2013年10月7日発売）、ISBN 978-4-8124-8419-7
    - 『まんがライフWIN』2012年6月-2013年8月初出。